# La Labor, Aquila
La Labor är en ort i Mexiko.   Den ligger i kommunen Aquila och delstaten Michoacán de Ocampo, i den södra delen av landet, 500 km väster om huvudstaden Mexico City. La Labor ligger 204 meter över havet och antalet invånare är 188.
Terrängen runt La Labor är kuperad söderut, men norrut är den bergig. La Labor ligger nere i en dal. Runt La Labor är det glesbefolkat, med 8 invånare per kvadratkilometer. Närmaste större samhälle är Aquila, 9,4 km nordväst om La Labor. I omgivningarna runt La Labor växer huvudsakligen savannskog.